# فرودگاه شهری اوتاوا
 فرودگاه شهری اوتاوا (به انگلیسی: Ottawa Municipal Airport) یک فرودگاه همگانی با کد یاتا OWI است . این فرودگاه در کشور ایالات متحده آمریکا قرار دارد .